# Kadżaran (wieś)
Kadżaran – wieś w Armenii, w prowincji Sjunik. W 2011 roku liczyła 250 mieszkańców.